# Arjan Schreuder
Arjan Schreuder (ur. 19 stycznia 1972 w Amsterdamie) – holenderski łyżwiarz szybki.
W wieku 22 lat Schreuder uczestniczył w Zimowych Igrzyskach Olimpijskich 1994 w Lillehammer. Brał wówczas udział w dwóch konkurencjach łyżwiarstwa szybkiego: biegu na 500 m, gdzie zajął 37. miejsce, oraz biegu na 1000 m, gdzie zajął 24. miejsce.

## Rekordy życiowe
| Dystans  | Czas     | Data           | Miejsce    |
| -------- | -------- | -------------- | ---------- |
| 500 m    | 38,25    | 1 marca 1991   | Calgary    |
| 1000 m   | 1.13,69  | 13 marca 1996  | Heerenveen |
| 1500 m   | 1.52,68  | 5 grudnia 1993 | Hamar      |
| 3000 m   | 4.01,49  | 1 marca 1991   | Calgary    |
| 5000 m   | 6.50,68  | 4 grudnia 1993 | Hamar      |
| 10 000 m | 14.25,54 | 5 marca 1991   | Calgary    |
| Źródło:  |          |                |            |